# Dryops capsius
Dryops capsius is een keversoort uit de familie ruighaarkevers (Dryopidae). De wetenschappelijke naam van de soort werd in 1832 gepubliceerd door Ménétries.